# William Des Vœux

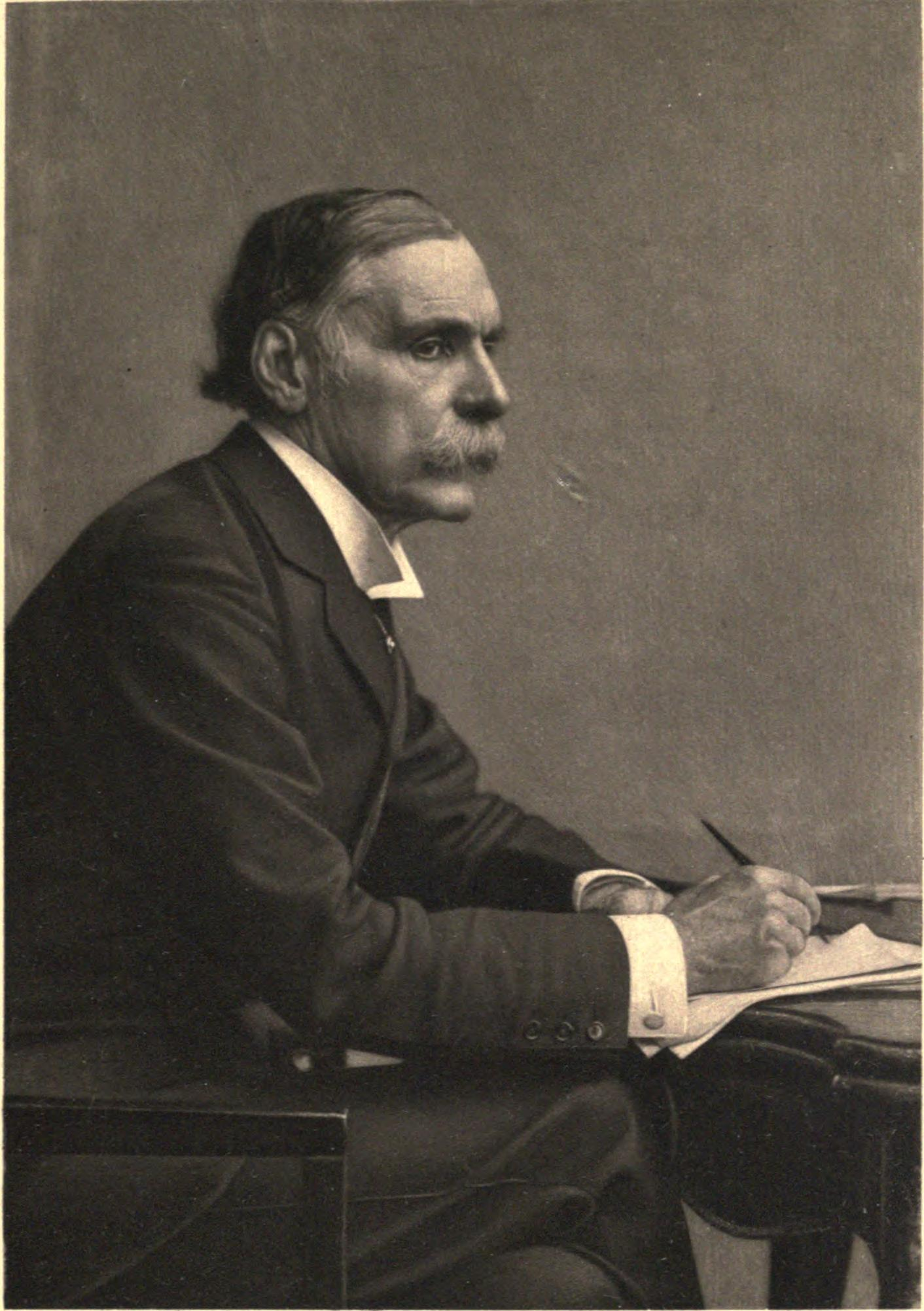
Sir G. William Des Voeux (1903)

Sir George William Des Vœux, GCMG (* 22. September 1834 in Baden-Baden, Großherzogtum Baden; † 15. Dezember 1909 in London) war ein britischer Kolonialbeamter, der unter anderem von 1880 bis 1886 Gouverneur von Fidschi, zwischen 1886 und 1887 Gouverneur von Neufundland sowie von 1887 bis 1891 Gouverneur von Hongkong war.

## Leben

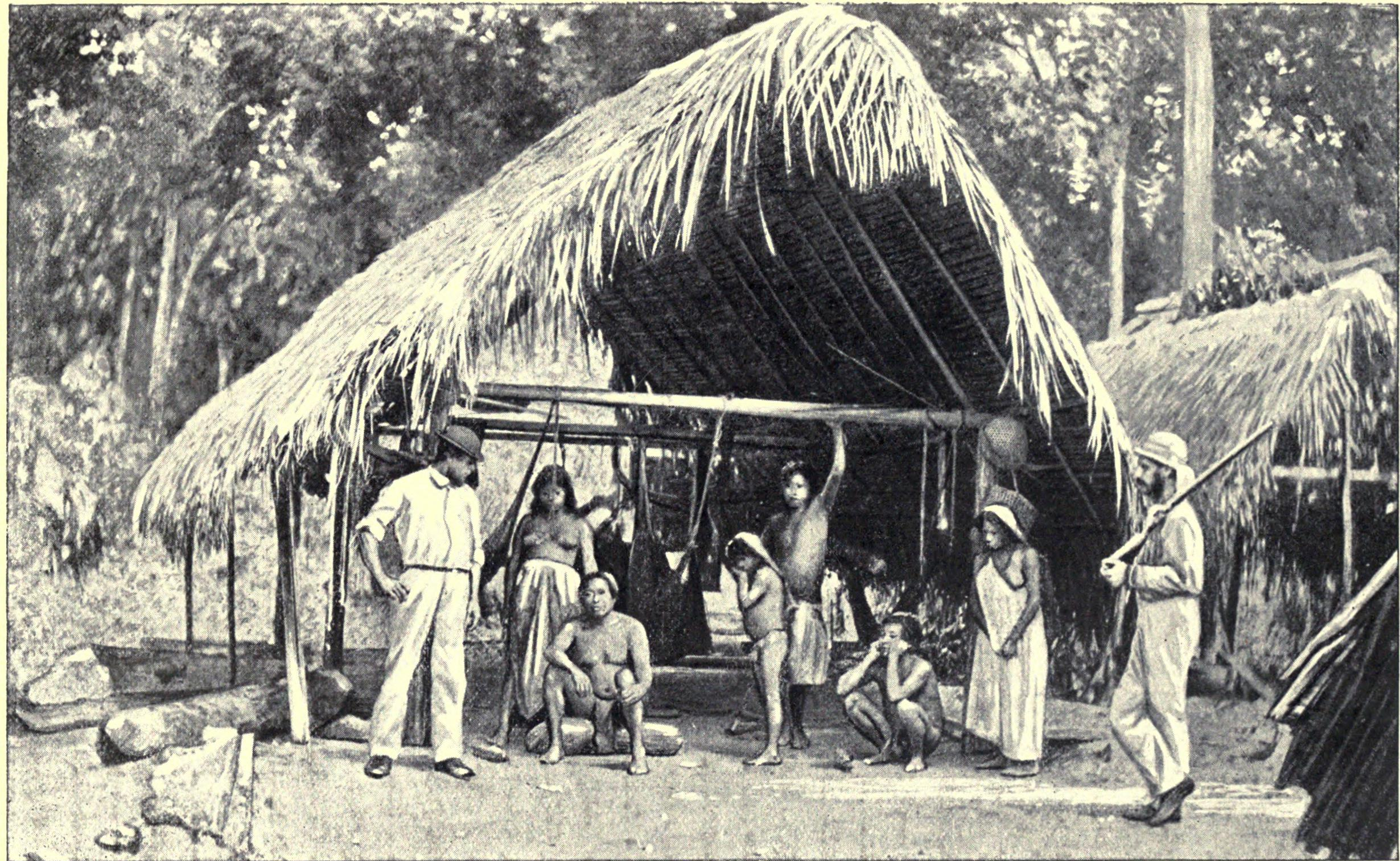
William Des Vœux (rechts) bei einem Besuch von Häuptling Canimapo in Britisch-Guayana.

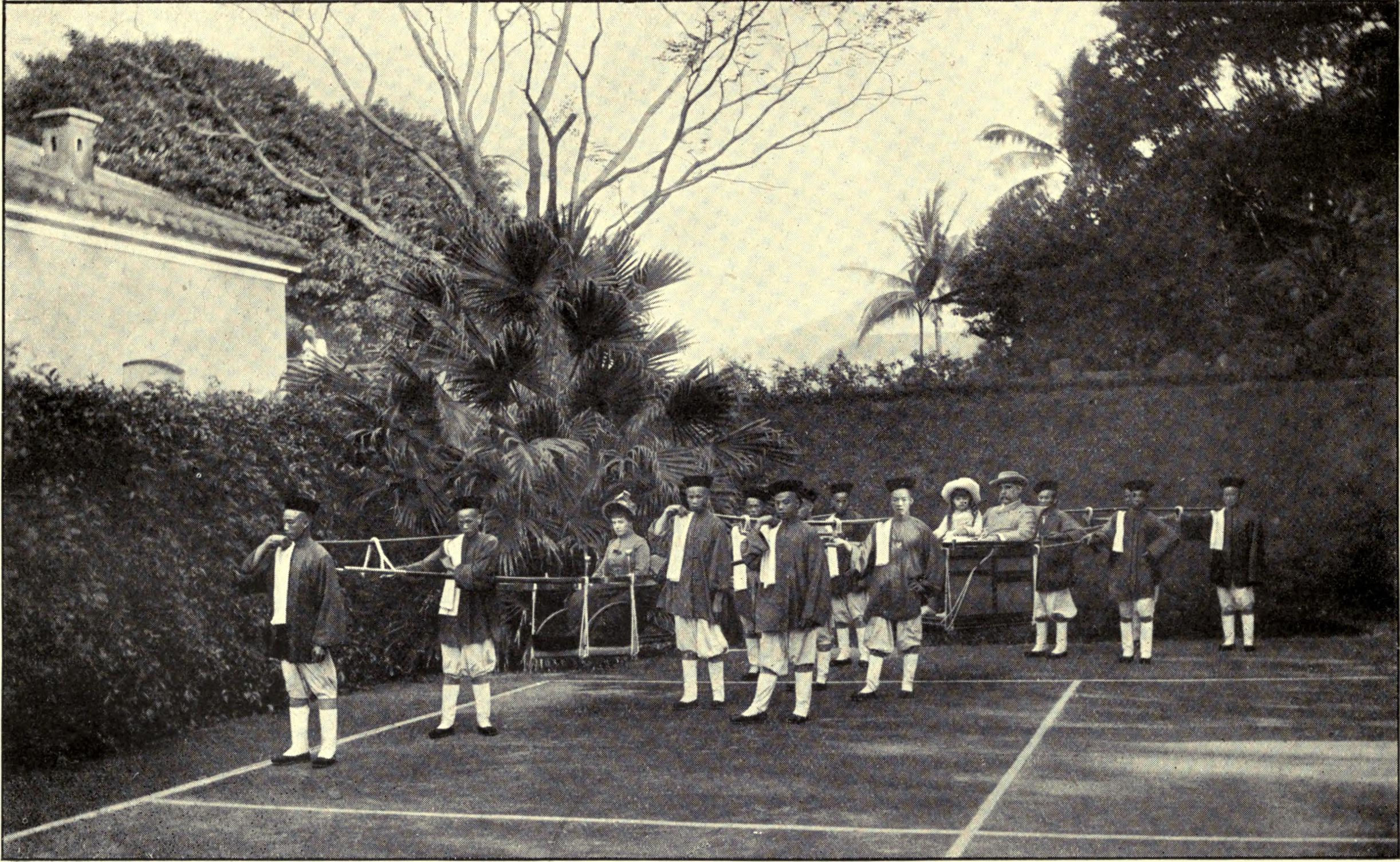
William Des Vœux (rechts) mit seiner Tochter in einer Sänfte als Gouverneur von Hongkong.

George William Des Vœux war das elfte von zwölf Kindern des Geistlichen Henry Des Vœux sowie das sechste von sieben Kindern aus dessen zweiter Ehe mit Frances Elizabeth Hutton. Er war ein Enkel von Sir Charles Des Voeux, 1. Baronet, während ein älterer Halbbruder Sir Henry Dalrymple Des Voeux, 5. Baronet und sein ältester Bruder Sir Charles Champagne Des Voeux, 6. Baronet, waren. Er selbst besuchte von 1845 bis 1853 die elitäre, traditionsreiche Charterhouse School und begann im Anschluss 1854 ein Studium am Balliol College der University of Oxford. Er setzte sein Studium an der University of Toronto fort und erhielt 1861 seine anwaltliche Zulassung als Barrister in der Provinz Kanada. Im Anschluss trat er als Beamter in das Kolonialministerium (Colonial Office) ein und war zunächst zwischen 1863 und 1869 Richter und Superintendent für Flüsse und Gewässer in Britisch-Guayana.
1869 wurde Nachfolger von James Mayer Grant als Administrator und Kolonialsekretär von Saint Lucia und verblieb auf diesem Posten bis 1878, woraufhin Arthur Havelock seine Nachfolge antrat. Für seine dortige Verdienste wurde er am 30. Mai 1877 Companion des Order of St. Michael and St. George (CMG). Nach einer darauf folgenden Verwendung von 1877 bis 1878 als Vizegouverneur von Trinidad, fungierte er zwischen Juni 1878 und Januar 1880 als Vizegouverneur von Fidschi. Im Januar 1880 wurde er Nachfolger von Sir Arthur Hamilton-Gordon als Gouverneur von Fidschi und bekleidete dieses Amt bis Dezember 1886, woraufhin im Januar 1887 seine Ablösung durch Charles Bullen Hugh Mitchell erfolgte. Er war ferner zwischen Mai und August 1880 auch Gouverneur und Oberkommandierender der Bahamas. Er wurde am 24. Mai 1883 zum Knight Commander des Order of St. Michael and St. George (KCMG) geschlagen und führte fortan den Namenszusatz „Sir“. Als Nachfolger von John Hawley Glover fungierte er zwischen Dezember 1886 und seiner Ablösung durch Henry Arthur Blake im Januar 1887 kurzzeitig als Gouverneur von Neufundland. Zugleich war er zwischen Januar 1880 und Januar 1887 Hoher Kommissar für den Westpazifik.
Zuletzt wurde Sir William Des Vœux am 6. Oktober 1887 Nachfolger von Sir William Henry Marsh als Gouverneur von Hongkong Er bekleidete dieses Amt bis zum 7. Mai 1891 und wurde am 10. Dezember 1891 von Sir William Robinson abgelöst. Kurz vor Ende seiner Amtszeit nahm am 1. Dezember 1890 die Hongkong Electric Company ihren Betrieb auf. Am 3. Juni 1893 wurde er zum Knight Grand Cross des Order of St. Michael and St. George (GCMG) erhoben.
Am 24. Juli 1875 heiratete George William Des Vœux Marion Denison Pender (1856–1955), eine Tochter von Sir John Pender, langjähriger Abgeordneter des House of Commons und Pionier auf dem Gebiet der Unterwasserkabelkommunikation, und dessen Ehefrau Emma Denison. Aus dieser Ehe gingen zwei Töchter und fünf Söhne hervor, von denen drei jedoch bereits im Kleinkindalter verstarben. Seine Tochter Alice Frances Denison Des Vœux war mit Oberst Sir Thomas Andrew Alexander Montgomery-Cuninghame of Corsehill, 10. Baronet verheiratet.

## Veröffentlichung
- My colonial service in British Guiana, St. Lucia, Trinidad, Fiji, Australia, Newfoundland, And Hong Kong, with interludes, 1903 (Onlineversion)